# Sergiu Cunescu
Sergiu Cunescu, né le 16 mars 1923 à Bucarest (Roumanie) et mort le 16 mars 2005, est un homme politique roumain, président du Parti social-démocrate roumain (PSDR) entre 1990 et 2000.